# یواس‌اس رگولوس (ای‌کی-۱۴)
یواس‌اس رگولوس (ای‌کی-۱۴) (به انگلیسی: USS Regulus (AK-14)) یک کشتی بود که طول آن ۳۹۱ فوت ۹ اینچ (۱۱۹٫۴۱ متر) بود. این کشتی در سال ۱۹۲۰ ساخته شد.